# Miss Hong Kong
 (octobre 2012).
Si vous disposez d'ouvrages ou d'articles de référence ou si vous connaissez des sites web de qualité traitant du thème abordé ici, merci de compléter l'article en donnant les références utiles à sa vérifiabilité et en les liant à la section « Notes et références ».

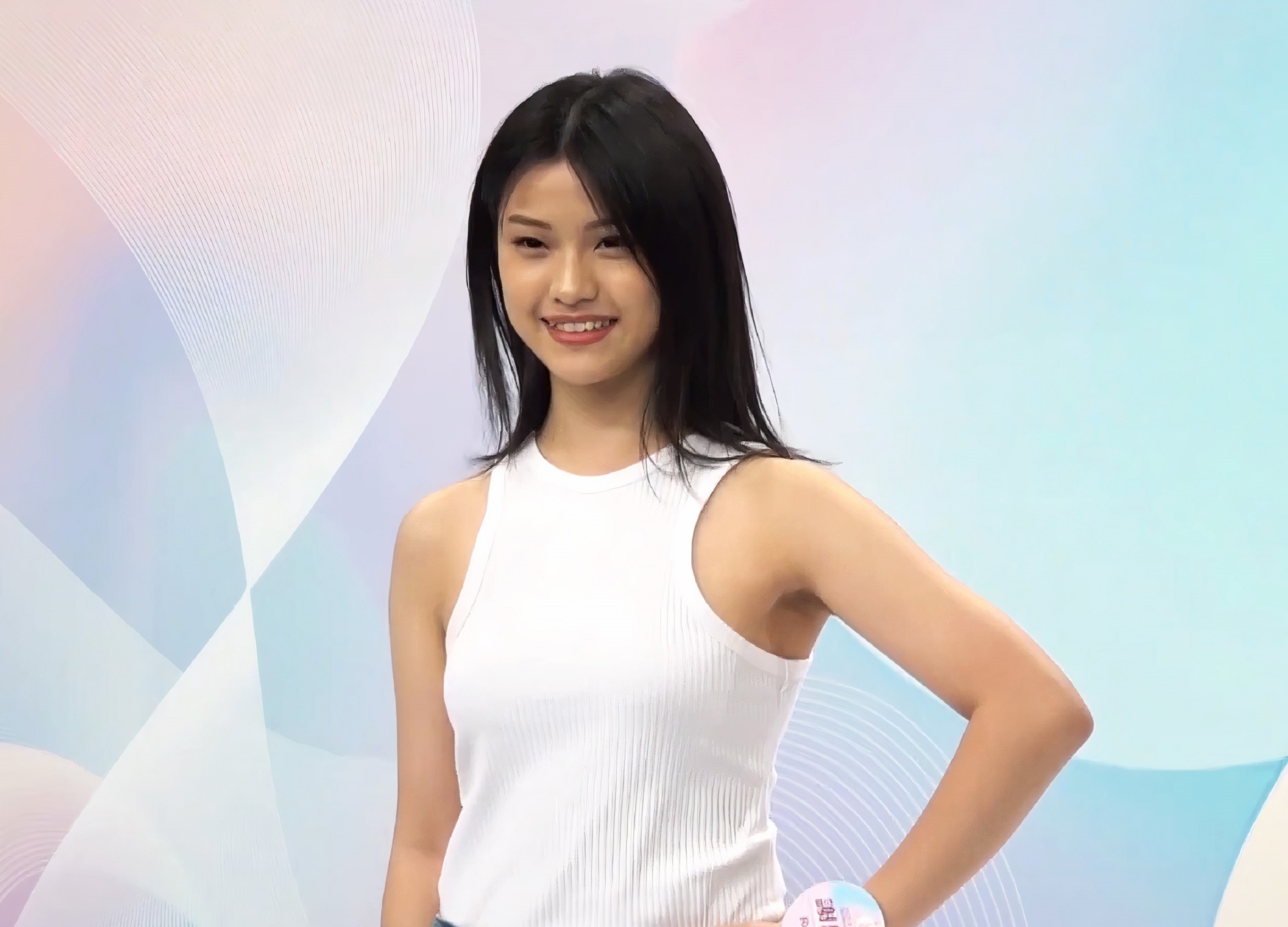
Xie Enling Miss Hong-Kong 2020

Le concours de beauté Miss Hong Kong (en chinois : 香港小姐競選), ou Miss HK (港姐) en abrégé, est un concours de beauté féminin annuel organisé par la chaîne de télévision locale de Hong Kong, TVB. Le concours a été créé en 1946, et racheté par TVB en 1973.

## Les Miss
| Année | Nom 冠軍                | 2ª 亞軍                    | 3ª 季軍                  | Miss Photogenic 最上鏡小姐 | Miss Friendship 友誼小姐* |
| ----- | ----------------------- | -------------------------- | ------------------------ | -------------------------- | ------------------------- |
| 1973  | Elanie Sung 孫泳恩      | Judy Yung 容朱迪           | Ethel Lau 劉慧德         |                            |                           |
| 1974  | Jojo Cheung 張文瑛      | Judith Dirkin 杜茱迪       | Peggy Lee 李錦文         |                            |                           |
| 1975  | Mary Cheung 張瑪莉      | Teresa Chu 朱翠娟          | Conny Kwan 關淑芬        | Lucia Szeto 司徒靈芝       | Teresa Chu 朱翠娟         |
| 1976  | Rowena Lam 林良蕙       | Christine Leung 梁靜文     | Margaret Tsui 徐美玲     | Cora Miao 繆騫人           | Karen Ng 吳淑明           |
| 1977  | Loletta Chu 朱玲玲      | Shui Yung Lui 呂瑞容       | Dorothy Yu 余綺霞        | Loletta Chu 朱玲玲         | Velma Talbot 施家怡       |
| 1978  | Winnie Chan 陳文玉      | Faustina Lin 連惠玲        | Regina Tsang 曾慶瑜      | Lily Cheung 張夢夏         | Sylvia Ip 葉妙容          |
| 1979  | Olivia Cheng 鄭文雅     | Mary Ng 吳美麗             | Maria Chung 鍾慧冰       | Olivia Cheng 鄭文雅        | Monita Kuan 管玉琴        |
| 1980  | Wanda Tai 戴月娥        | Julia Chan 陳鳳芝          | Janet Wong 黃 靜         | Wanda Tai 戴月娥           | Elanie Cheung 張淑玲      |
| 1981  | Irene Lo 勞錦嫦         | Winnie Chin 錢慧儀         | Deborah Moore 狄寶娜摩亞 | Freda Leung 梁仲芬         | Irene Lo 勞錦嫦           |
| 1982  | Angeline Leung 梁韻蕊   | Cally Kwong 鄺美雲         | Isabella Kau 寇鴻萍      | Wendy Ha 夏淑玲            | Judy Hon 韓燕虹           |
| 1983  | Cher Yeung 楊雪儀       | Maggie Cheung 張曼玉       | Eve Lee 李月芙           | Maggie Cheung 張曼玉       | Sylvia Chung 鍾子綸       |
| 1984  | Joyce Godenzi 高麗虹    | Margaret Ma 馬倩衡         | Joan Tong 唐麗球         | Joyce Godenzi 高麗虹       | Mimi Lau 劉淑華           |
| 1985  | Shallin Tse 謝 寧       | Aleen Lo 羅錦如            | Ellen Wong 王愛倫        | Frances Lau 劉碧儀         | Ivy Sung 宋愛儀           |
| 1986  | Robin Lee 李美珊        | May Ng 吳婉芳              | Patty Ngai 倪萱彤        | May Ng 吳婉芳              | Ann Choy 蔡惠娟           |
| 1987  | Pauline Yeung 楊寶玲    | Elizabeth Lee 李美鳳       | Wing Lam 林穎嫺          | Elizabeth Lee 李美鳳       | Betty Cheung 張鳳妮       |
| 1988  | Michelle Reis 李嘉欣    | Sheila Chin 陳淑蘭         | Cynthia Cheung 張郁蕾    | Sheila Chin 陳淑蘭         | Betty Yau 丘碧瑜          |
| 1989  | Monica Chan 陳法蓉      | Donna Chu 朱潔儀           | Isabel Leung 梁佩瑚      | Wanda Yung 翁慧德          | Lorell Li 李綺霞          |
| 1990  | Anita Yuen 袁詠儀       | Helen Yung 翁杏蘭          | Noel Leung 梁小冰        | Anita Yuen 袁詠儀          | Helen Yung 翁杏蘭         |
| 1991  | Amy Kwok 郭藹明         | Valerie Chow (en) 周嘉玲   | Ada Choi 蔡少芬          | Amy Fan 樊亦敏             | Maur Yeung 楊凱斯         |
| 1992  | Emily Lo 盧淑儀         | Patsy Lau 劉殷伶           | Shirley Cheung 張雪玲    | Emily Lo 盧淑儀            | Carol Lee 李秋林          |
| 1993  | Hoyan Mok 莫可欣        | May Lam 林麗薇             | Middy Yu 余少寶          | no award                   |                           |
| 1994  | Halina Tam 譚小環       | Annamarie Wood 活麗明      | Theresa Lee 李綺紅       | Natalie Wong 黃紀瑩        |                           |
| 1995  | Winnie Yeung 楊婉儀     | Sofie Rahman 李嘉慧        | Shirley Chau 周婉儀      | Sofie Rahman 李嘉慧        |                           |
| 1996  | Lee San-san 李珊珊      | Chillie Poon 潘芝莉        | Fiona Yuen 袁彩雲        | San San Lee 李珊珊         |                           |
| 1997  | Virginia Yung 翁嘉穗    | Vivian Lee 李明慧          | Charmaine Sheh 佘詩曼    | Virginia Yung 翁嘉穗       |                           |
| 1998  | Anne Heung 向海嵐       | Jessie Chiu 趙翠儀         | Natalie Ng 吳文忻        | Anne Heung 向海嵐          |                           |
| 1999  | Sonija Kwok 郭羨妮      | Marsha Yuan 原子鏸         | Myolie Wu 胡杏兒         | Sonija Kwok 郭羨妮         |                           |
| 2000  | Vivian Lau 劉慧蘊       | Margaret Kan 簡佩堅        | Maree Lau 劉嘉慧         | Vivian Lau 劉慧蘊          |                           |
| 2001  | Shirley Yeung 楊思琦    | Gigi Chung 鍾沛枝          | Heidi Chu 朱凱婷         | Shirley Yeung 楊思琦       |                           |
| 2002  | Tiffany Lam 林敏俐      | Victoria Jane Jolly 左慧琪 | Cathy Wu 胡家惠          | Cerina Da Graca 嘉碧儀     |                           |
| 2003  | Mandy Cho 曹敏莉        | Rabee'a Yeung 楊洛婷       | Priscilla Chi 戚黛黛     | Selena Li 李詩韻           |                           |
| 2004  | Kate Tsui 徐子珊        | Queenie Chu 朱慧敏         | Sze Sze Fu 符思思        | Kate Tsui 徐子珊           |                           |
| 2005  | Tracy Ip 葉翠翠         | Sharon Luk 陸詩韻          | Carrie Lam 林 莉         | Shermon Tang 鄧上文        |                           |
| 2006  | Aimee Chan 陳茵媺       | Janet Chow 周家蔚          | Koni Lui 呂慧儀          | Janet Chow 周家蔚          |                           |
| 2007  | Kayi Cheung 張嘉兒      | Grace Wong 王君馨          | Lorretta Chow 周美欣     | Grace Wong 王君馨          | Grace Wong 王君馨         |
| 2008  | Edelweiss Cheung 張舒雅 | Skye Chan 陳倩揚           | Sire Ma 馬賽             | Sire Ma 馬賽               | Skye Chan 陳倩揚          |
| 2009  | Sandy Lau 劉倩婷        | Germaine Lee 李姿敏        | Mizuni Hung 熊穎詩       | Candy Yuen 袁嘉敏          | Carly Wong 黄嘉麗         |
| 2010  | Toby Chan 陳庭欣        | Sammi Cheung 張秀文        | Lisa Ch'ng 莊思明        | Crystal Li 李雪瑩          | Toby Chan 陳庭欣          |
| 2011  | Rebecca Zhu 朱晨麗      | Hyman Chu 朱希敏           | Whitney Hui 許亦妮       | Whitney Hui 許亦妮         | Nicole Leung 梁麗翹       |
| 2012  | Carat Cheung 張名雅     | Jacqueline Wong 黃心穎     | Tracy Chu 朱千雪         | Jennifer Shum 岑杏賢       | Carat Cheung 張名雅       |
| 2013  | Grace Chan 陳凱琳       | Sisley Choi 蔡思貝         | Moon Lau 劉佩玥          | Grace Chan 陳凱琳          | Tammy Ou-Yang 歐陽巧瑩    |
| 2014  | Veronica Shiu 邵珮詩    | Erin Wong 王卓淇           | Katherine Ho 何艷娟      | Veronica Shiu 邵珮詩       | Veronica Shiu 邵珮詩      |
| 2015  | Louisa Mak 麥明詩       | Ada Pong 龐卓欣            | Karmen Kwok 郭嘉文       | Louisa Mak 麥明詩          | Iris Lam 林凱恩           |
| 2016  | Crystal Fung 馮盈盈     | Tiffany Lau 劉穎鏇         | Bonnie Chan 陳雅思       | Tiffany Lau 劉穎鏇         | Bowie Cheung 張寶兒       |
| 2017  | Juliette Louie 雷莊𠒇   | Regina Ho 何依婷           | Emily Wong 黃瑋琦        | Juliette Louie 雷莊𠒇      | Boanne Cheung 張寶欣      |

### Représentantes aux concours internationaux
Miss Univers
- 1976 ~ Rowena Lam 林良蕙 top 12.
- 1984 ~ Joyce Godenzi 高麗虹 terza come Best National Costume contest.
- 1988 ~ Pauline Yeung 楊寶玲 Quinta classificata.

Miss Monde
- 1974 ~ Judy Dirkin 杜茱迪 vincitrice del titolo Miss Personality.
- 1983 ~ Maggie Cheung 張曼玉 top 15.
- 1988 ~ Pauline Yeung 楊寶玲 vincitrice del titolo Queen of Asia.
- 2005 ~ Tracy Ip 葉翠翠 top 19 a Miss World Beach Beauty.
- 2007 ~ Kayi Cheung 張嘉兒 vincitrice del titolo Beauty With A Purpose.
- 2010 ~ Sammi Sau-man Cheung 張秀文 top 40 a Miss World Beach Beauty.

Miss International:
- 1981 ~ Deborah Moore 狄寶娜摩亞 vincitrice del titolo Miss Friendship.
- 1985 ~ Ellen Wong 王愛倫 vincitrice del titolo Best 21st Century Award.
- 1987 ~ Wing Lam 林穎嫺 vincitrice del titolo Miss Photogenic.
- 2002 ~ Cathy Wu 胡家惠 vincitrice del titolo Miss Friendship.
- 2004 ~ Sze Sze Fu 符思思 vincitrice del titolo Miss Friendship.
- 2005 ~ Queenie Chu 朱慧敏  vincitrice del titolo Miss Friendship.
- 2006 ~ Koni Lui 呂慧儀 vincitrice del titolo Miss Friendship e Most Beautiful Smile.
- 2007 ~ Grace Wong 王君馨  vincitrice del titolo Miss Friendship.
- 2009 ~ Germaine Li 李姿敏 vincitrice del titolo Miss Best Graceful Bearing.